# スペンサー・パーシヴァル
スペンサー・パーシヴァル閣下（Hon. Spencer Perceval KC, 1762年11月1日 – 1812年5月11日）は、イギリスの政治家。庶民院議員（在任：1796年 – 1812年）、法務次官（在任：1801年 – 1802年）、法務長官（在任：1802年 – 1806年）、財務大臣（在任：1807年 – 1812年）、首相（在任：1809年 – 1812年）を歴任した。
弁護士と庶民院議員としての演説で名声を得た後、法務次官と法務長官を経て、第2次ポートランド公爵内閣で財務大臣に就任した。財政政策に目新しいところはなく、議会で批判が少ない程度の内容だったが、機転が利き、人気を得ていたため、小ピット派が分裂していた最中の1809年にポートランド公爵が辞任したときに組閣の大命が下された。首相在任中はワルヘレン遠征の失敗、摂政法問題、枢密院勅令による貿易不況といった問題を乗り越え、内閣の基盤を固めたが、その矢先に暗殺された。イギリス史上唯一の暗殺された首相である。
福音派を支持しており、これが宗教政策への態度に影響を与えた。

## 略歴

### 生い立ち

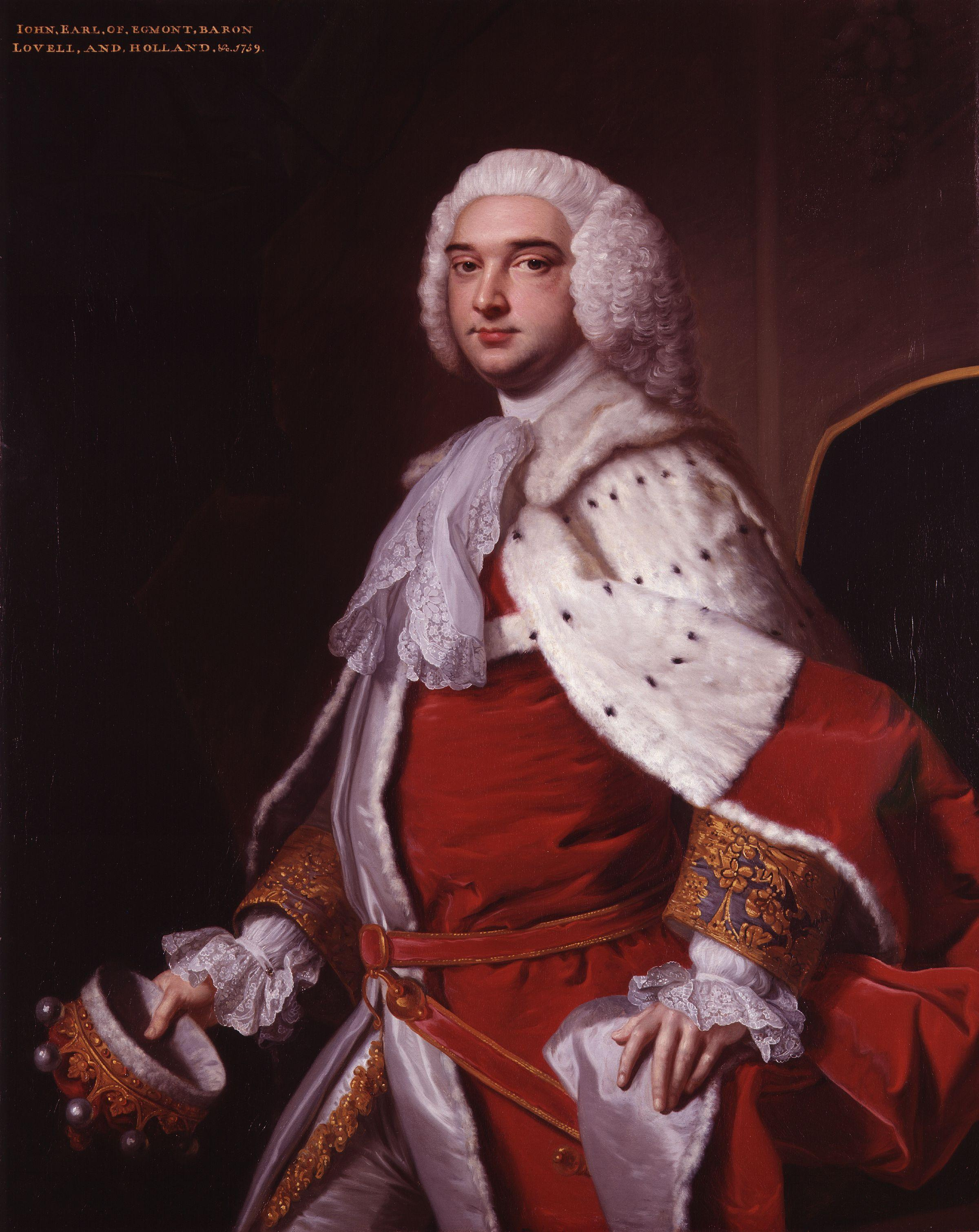
父の第2代エグモント伯爵ジョン・パーシヴァル。トマス・ハドソン画、1759年。

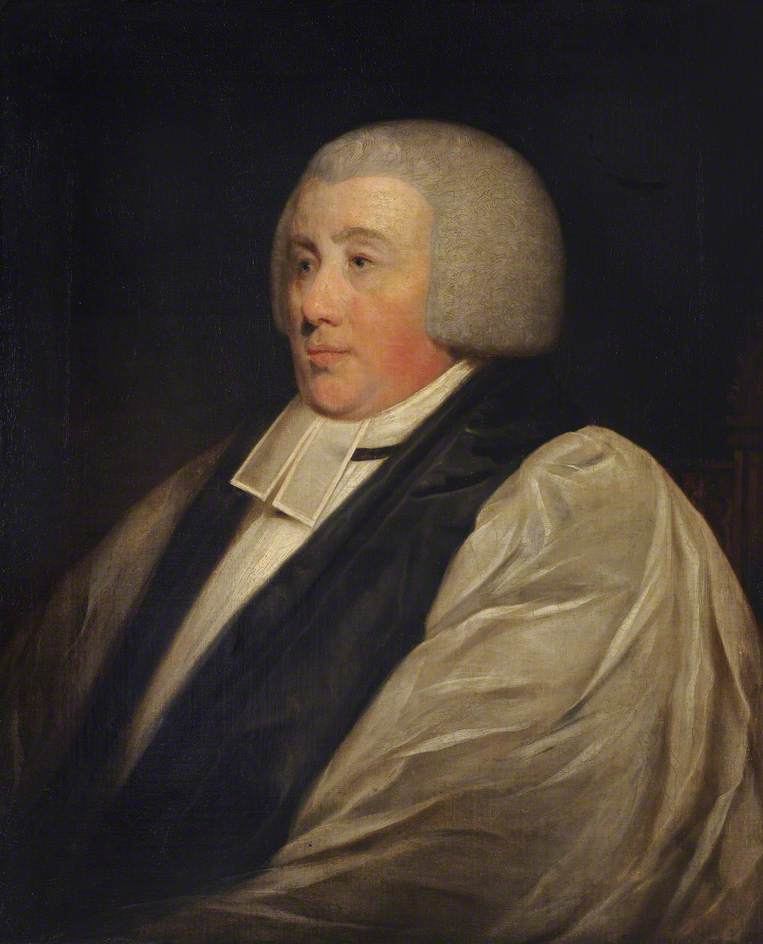
トリニティ・カレッジでの指導者ウィリアム・ロート・マンセル、1815年ごろ。

アイルランド貴族の第2代エグモント伯爵ジョン・パーシヴァル（1711年2月24日 – 1770年12月20日）と2人目の妻初代アーデン女男爵キャサリン・パーシヴァル（1731年6月4日 – 1784年6月11日、チャールズ・コンプトン閣下の娘、第4代ノーサンプトン伯爵ジョージ・コンプトンの孫娘）の間の次男（異母兄を含めると七男）として、1762年11月4日にロンドンのオードリー・スクエア（Audley Square）にある父の邸宅で生まれた。パーシヴァル家は弁護士や政治家、軍人を多く輩出した一族であり、父もプリンス・オブ・ウェールズ（王太子）フレデリック・ルイスの側近であったが、スペンサーが10歳のときに亡くなった。貴族の次男以降で社会階級と比べて貧乏であり、父が政治家としてそれほど高評価ではなかった上、早くに亡くなったため、首相のような高位の官職の候補者とは考えられていなかった。
幼少期をチャールトンで過ごした後、1774年から1779年までハロウスクールで教育を受けた。ハロウスクールでは学内の賞をとり、「漫然たる読書」を避け、教科書を正確に理解したと教師から評価された。1780年1月14日にケンブリッジ大学トリニティ・カレッジに入学、1782年にM.A.の学位を修得した。トリニティ・カレッジではウィリアム・ロート・マンセル（のちブリストル主教）とトマス・マシアス（Thomas Mathias）が指導にあたり、パーシヴァルの勉学心が評価された。
パーシヴァルは同時代の政治家では珍しくキリスト教の福音派を支持しており、『オックスフォード英国人名事典』ではその理由を学生時代の友人に帰した。たとえば、ハロウスクールで知り合い、生涯の友人となったダドリー・ライダー（のち第2代ハロービー男爵、初代ハロービー伯爵）も福音派の1人だった。ケンブリッジ大学では数少ないが影響力のある福音派の人物と親しく、そのうちの1人がアイザック・ミルナー（1785年にウィリアム・ウィルバーフォースを福音派に転向させたことで知られる）だった。千年王国説を信じたとされ、1800年にはフランス革命がカトリックへの罰として神から与えられ、世界が1926年に終わるとの考えを披露した。

### 弁護士として

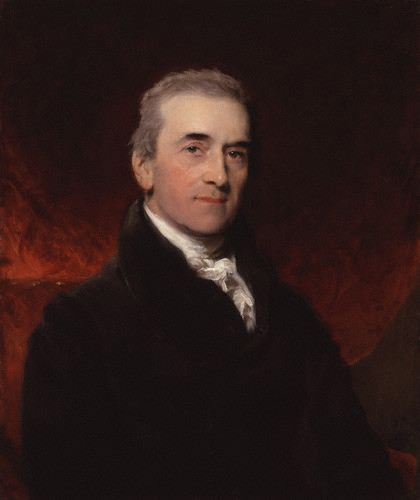
生涯の友人サミュエル・ロミリー。トーマス・ローレンス画、1806年ごろから1810年ごろまでの間。

貴族の次男以降で収入が少なかったため、1782年12月16日にリンカーン法曹院に入学、1786年に弁護士資格免許を取得した。ミッドランド巡回裁判所で弁護士業を務め、文書偽造の案件での演説で名声を得てミッドランド巡回裁判所における一流の弁護士とされた。弁護士業でパーシヴァルと知り合い、生涯の友人となったサミュエル・ロミリーによれば、この時期のパーシヴァルは「学識が少なく、多くの問題に強い偏見を持っていたが、気性のよさ、人を引き付ける振る舞い、会話の活発さで知り合いを大いに喜ばせた」という。ホイッグ党の政治家ウィリアム・ウィンダムは1786年にパーシヴァルに出会い、傑出したキャリアを重ねるだろうと予想した。
1790年に議会が解散されると、1791年に当時進行中だったウォーレン・ヘースティングズの弾劾裁判に関するパンフレットを、1792年に急進主義への対抗策に関するパンフレットを匿名で出版した。パンフレットが小ピットの注目を浴びたことでパーシヴァルは1792年のトマス・ペイン裁判、1794年のジョン・ホーン・トゥックの大逆罪裁判で政府側の検事団の1人に選ばれた。また兄が1791年に一度申請して失敗したが、1794年に兄の影響力により海軍卿の第2代チャタム伯爵ジョン・ピットから海軍本部委員会の顧問弁護士への任命を受けた。
1795年末に小ピットよりアイルランド主席政務官への就任を打診された。パーシヴァルは1791年に兄の影響力により年収119ポンド相当の閑職を得ており、1795年には弁護士業も含めて年収1,000ポンドだったが、このときすでに子女を5人ももうけており、家計の負担が重かったため、アイルランド総督の第2代カムデン伯爵ジョン・プラットと海軍卿の第2代スペンサー伯爵ジョージ・スペンサーは将来の閑職任命をちらつかせてパーシヴァルに就任を許諾させようとした。しかしパーシヴァルは弁護士業で金を稼ぐことを優先し、1796年1月2日に就任を辞退した。
1796年2月4日に勅選弁護士に選ばれた。大法官の初代ラフバラ男爵アレグザンダー・ウェッダーバーンは勅選弁護士の人数がすでに足りていると考えたが、パーシヴァルの才能を高く評価して人数を増やしたという。2月26日にはリンカーン法曹院の評議員に選出された。
1796年以降は政治家としての活動も加わるが、弁護士業からの収入は上昇の一途をたどり、1799年には1,504ポンド、1800年には1,807ポンドになり、最終的には毎年4、5千ポンドの収入をもたらすに至った（『英国議会史』では1804年には10,000ポンド近くの収入だったとしている）。また政界で多忙になったため、1801年の法務次官就任を機に王座裁判所での仕事を受けなくなり、大法官府裁判所に絞った。このときに費用を倍にしたことで収入が増え、家計の問題が一旦は解消された。大法官府裁判所での仕事では相手の代理人をロミリーが務めることが多かったという。
1807年に財務大臣に就任すると、パーシヴァルはしぶしぶ弁護士業を諦めることとなった。

### 政界入り
1796年4月にノーサンプトン選挙区選出の現職庶民院議員だったコンプトン卿チャールズ・コンプトン（のち第9代ノーサンプトン伯爵、初代ノーサンプトン侯爵）が爵位継承で貴族院に移籍したとき、息子スペンサーがまだ子供だったため、議席はいとこにあたるスペンサー・パーシヴァルに譲られた。直後の1796年5月の総選挙では選挙戦があったものの、パーシヴァルは当選確実で、残りの候補2名が2議席目を争う構図となり、実際にもパーシヴァルが720票でトップ当選した。その後、ノーサンプトン選挙区では20年ほど選挙戦がなく、パーシヴァルは1812年に死去するまで1802年、1806年、1807年の総選挙において無投票で再選した。
議会では1797年2月にクエーカー解放法案に反対票を投じた後、1797年5月に初演説し、刑法で陸軍・海軍内部での不満扇動を違法とする小ピットの提案に賛成した。パーシヴァルはフランス革命戦争の遂行を強く支持し、小ピットの内政における強圧的な政策も支持したが、演説は気取った態度ながら簡潔で、小ピット、リチャード・ブリンズリー・シェリダン、チャールズ・ジェームズ・フォックスなど与野党の重鎮から称えられた。『英国議会史』によれば、パーシヴァルの演説の草稿は現存しており、1797年5月の日付が記載されているものはチャールズ・ジェームズ・フォックスの反逆法廃止法案への攻撃など複数存在するが、実際に5月に演説があったと報じられたのは前述の1件だけだった。また1798年1月4日の所得税法案審議において、フォックスと第5代準男爵サー・フランシス・バーデットがフランス革命戦争をめぐり政府を批判したとき、フォックス率いるホイッグ党の不登院戦略と、国家が危機に陥っているときに改革を要求することを批判した。この演説は同時代では小ピットとグランヴィル・ルーソン＝ゴア（のち初代グランヴィル伯爵）に賞賛され、後世では『オックスフォード英国人名事典』が「実質的には初演説」との評価を、『英国議会史』が「この演説こそパーシヴァルの名声を打ち立てた」との評価を下した。このようにパーシヴァルは議会活動を経て影響力が増し、1798年にはトリニティ・カレッジでの師だったウィリアム・ロート・マンセルをトリニティ・カレッジ学寮長につけることに成功、自身も同年8月に軍需局総監初代コーンウォリス侯爵チャールズ・コーンウォリスの後押しを受けて軍需局付き弁護士（年収300ポンドの官職）に任命され、1799年にシャーロット王妃の法務次官への任命を受けた。
演説の回数も徐々に増え、所得税法案（1798年12月と1800年4月）、ホラント戦役とエジプト戦役での戦略（1800年2月と1800年11月）、アイルランド王国とグレートブリテン王国の合同法（1799年2月）を支持した。ただし、合同法に関しては支持を与えつつもカトリック問題の解決策にはならないと判断している。

### 法務次官、法務長官として

#### アディントン内閣期

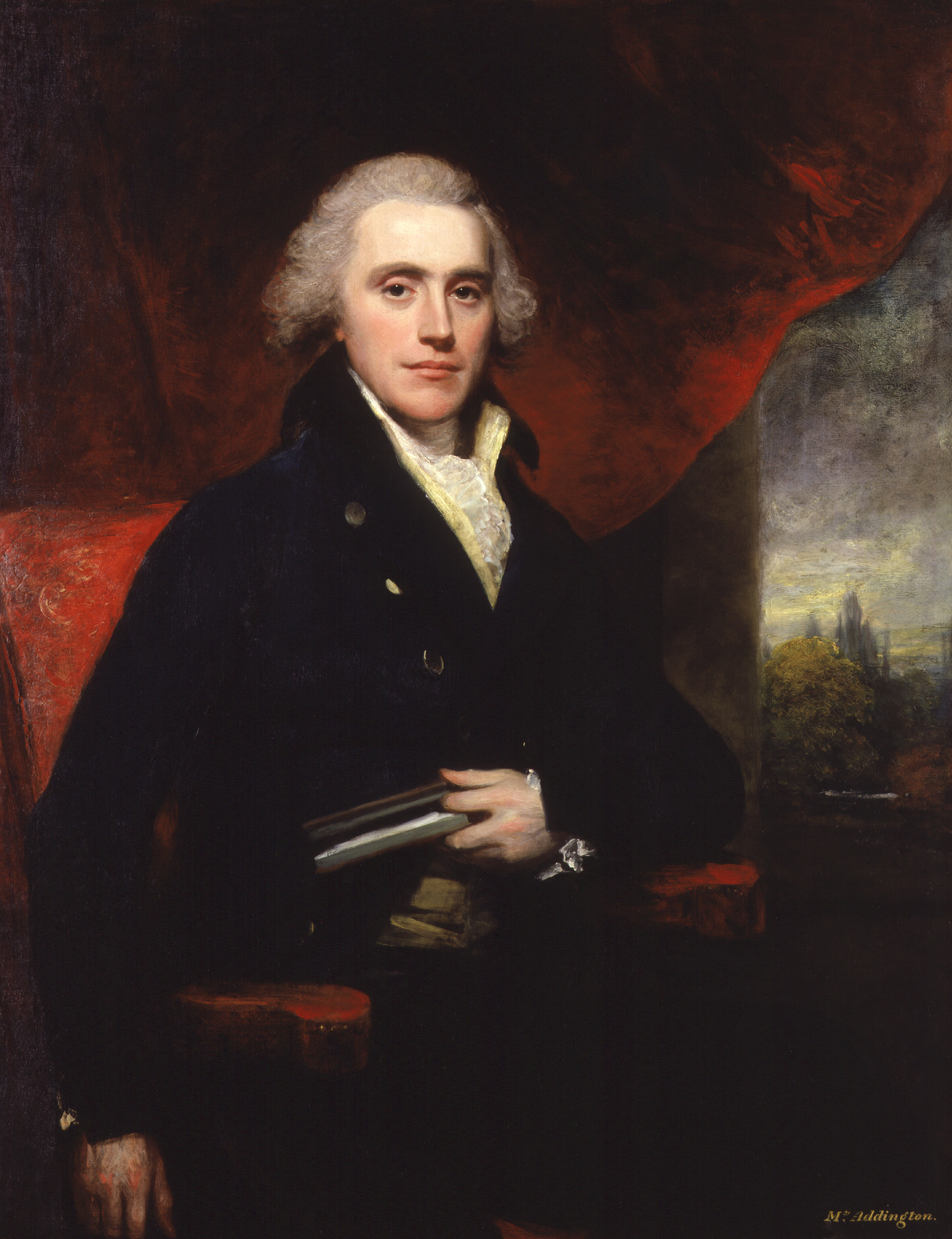
1801年から1804年までの首相ヘンリー・アディントン。ウィリアム・ビーチー画、1803年ごろ。

1801年にカトリック解放をめぐり小ピットが辞任したが、パーシヴァルは小ピットとともに辞任することを選ばなかった。小ピットの後任として組閣したヘンリー・アディントンは議会弁論で内閣への支持が不足していると感じ、1801年2月にサー・エドワード・ロウを法務長官に、パーシヴァルを法務次官に任命した。このような任命では同時に騎士爵に叙することが伝統になっていたが、パーシヴァルは伯爵の息子だったため騎士爵への叙爵を辞退した。この時期には小ピットの後継者と目される人物の1人（ほかにはジョージ・カニング、カースルレー子爵、ホークスベリー男爵がいた）に数えられた。
1802年初にロウが王座裁判所首席裁判官に就任すると、パーシヴァルは同年4月14日に法務長官に昇進した。法務長官としてはエドワード・デスパード大佐を大逆罪で、ジョン・ぺルティア（John Peltier）をナポレオン・ボナパルトへの名誉毀損罪で起訴し、いずれも1803年に有罪判決となった。1804年5月24日にはウィリアム・コベットの『週刊政治録』（Political Register）における文章（作者Juverna）をハードウィック伯爵（アイルランド総督）とリーズデイル男爵（アイルランド大法官）への名誉毀損としてコベットを起訴し、Juvernaが裁判官ロバート・ジョンソンであると判明すると11月23日にジョンソンも起訴した。コベットもジョンソンものちに有罪となった。同年に王座裁判所首席裁判官への就任と叙爵を打診されたが辞退している。
ヘンリー・ブルームの評価するところでは、アディントン内閣期（1801年 – 1804年）のパーシヴァルはほぼ一人の力で庶民院における小ピット、フォックス、ウィリアム・ウィンダムとそれぞれの派閥による政権批判から内閣を守り切ったという。実際にアディントン内閣末期の1804年4月23日ではフォックスが長演説で内閣を批判した後、国防委員会の設立を動議したが、パーシヴァルの演説の結果、小ピット、カニング、フォックス、ウィルバーフォース、シェリダン、ウィンダム、ジョージ・ローズ、ロバート・ダンダス閣下といった有力議員が全員賛成票を投じたにもかかわらず、動議が賛成204・反対256で否決された。ただしパーシヴァル自身はアディントン内閣期に成立したアミアンの和約に反対しており、マルタとケープ植民地を軍事基地として保有すべきと考えた。

#### 第2次小ピット内閣期
小ピットは首相に返り咲くと、まずフォックスとの連立内閣交渉に入ったが、国王が連立内閣を拒否したため、ピットはパーシヴァルの支持を確保しようとした。パーシヴァルは辞退して法務長官を退任するつもりでいたが、パーシヴァルの友人第2代ハロービー男爵ダドリー・ライダーが説得を試み、パーシヴァルはカトリック解放に反対する自由を留保して留任に同意した。
小ピット内閣期では現代の労働組合の雛形といえる団体への起訴を、政府が労使問題で常に雇用者側に立つという確約をすべきでないとして拒否した。議会では頻繁に演説し、児童労働規制とウィリアム・ウィルバーフォースの奴隷貿易廃止運動を支持、議会改革に反対した。

### グレンヴィル内閣期
1806年1月に小ピットが死去すると、パーシヴァルは法務長官を辞任した。ウィリアム・グレンヴィル率いる挙国人材内閣には野党の立場をとったが、グレンヴィルの組閣時にはグレンヴィルの持つ財務省監査役という官職を信託（代理人）に預けることでグレンヴィル組閣への障害を取り払った。
1806年の会期では野党側が長演説の戦術をとり、パーシヴァルも（『英国議会史』が集計したところでは）約70回演説し、チェルシー病院法案やウィリアム・ウィンダムの軍制改革を批判した。同年7月に第2代ラウザー子爵ウィリアム・ラウザー（のち初代ロンズデール伯爵）の邸宅で行われた野党会合ではパーシヴァルが不在ながら将来の内閣における財務大臣と庶民院院内総務に内定され、カニングとカースルレー子爵も同意した。このとき、ホークスベリー男爵と第3代バサースト伯爵ヘンリー・バサーストはパーシヴァルが首相に就任しても反対しないと表明するほどだった。
9月にフォックスが死去すると、グレンヴィルはパーシヴァルに入閣を要請したが、拒否された。パーシヴァルは野党から自分1人だけ入閣することはない（野党から広く入閣させるべき）と考え、入閣した場合の役職名すら聞かなかったという。その後、1807年1月5日に講和交渉の失敗を演説で批判し、3月5日の演説で内閣のカトリック解放推進を批判して、内閣崩壊の一因になったが、パーシヴァル自身は倒閣するつもりがなく、私的な助言では内閣に国王との妥協を促した。

### 財務大臣として

#### 任命をめぐる交渉
ポートランド公爵を首班とする第2次ポートランド公爵内閣が成立すると、パーシヴァルの入閣は当然と目されたが、どの官職に就くかは不明確だった。『オックスフォード英国人名事典』によれば、小ピットの後継者と目された4人のうち、国王と同じぐらいカトリック解放に反対したのはパーシヴァルだけだったため、ほかの3人より有利な立場にいたという。パーシヴァル自身は法務長官を続投しつつ弁護士業での収入を増やそうとし、3月20日には財務大臣と庶民院院内総務（当時は財務大臣の年収が約1,300ポンドで、両者の合計で年収3,700ポンド）の任命を辞退した。『英国議会史』では内務大臣と庶民院院内総務の兼任（合計で年収6,000ポンド）ならば頷いたかもしれないが、それでも弁護士業を続けたほうが年収が高いと判断した。また復帰権による閑職取得も嫌い、調整は難航した。
ポートランド公爵はパーシヴァルを強引に説得したくなかったが、ホークスベリー男爵が国王に対し、パーシヴァルが「イングランドの旧家出身で、カトリック解放に関して陛下の意見とまったく同じ」と推薦したこともあり、結局財務大臣への就任に同意、また収入への足しとしてランカスター公領大臣を終身で務めることが約束された（合計で年収4,000ポンド）。ランカスター公領大臣の終身任命は前例があったものの、庶民院で大反対に遭い、終身任命への反対決議が25日に208対115で可決された。そのため、ランカスター公領大臣の終身任命は撤回され、パーシヴァルは1807年3月30日にランカスター公領大臣に、31日に財務大臣に任命された。
直前に1807年奴隷貿易廃止法が可決されたが、解散総選挙ではグレンヴィル内閣の人気が凋落していたこともあり与党が大勝した。

#### 就任直後の不調
財務大臣に就任した直後のパーシヴァルによる議会演説はパーシヴァルの盟友を失望させた。というのも、それまでの演説の裏には細部にわたる準備があったが、財務大臣としての公務で多忙になったパーシヴァルにはそのような準備をする時間がなく、パーシヴァルには準備なしで流暢な演説ができるほどの国政に関する知識がなかった。またこの時期にベルサイズ・パークからクラパムに転居するなど私生活でも多忙だった。その結果、パーシヴァルは演説で緊張してどもり、その内容も弱かった。
休会中にポートランド公爵の要請でダウニング街10番地に転居して私生活が落ち着いたことで、議会が再開された1808年1月には議論を主導できるようになり、議会で1807年のコペンハーゲン砲撃を擁護した。1809年3月8日から9日にかけてのメアリー・アン・クラークの陸軍売官スキャンダルをめぐる演説にいたっては庶民院議長チャールズ・アボットから「3時間にわたる見事な演説」（masterly speech of three hours）と賞賛され、のちに出版された。

#### 予算案
1808年と1809年の予算案では新しい税を徴収せず、代わりに支出を減らし、低い利率で国債を発行して支出を支えた。ただし、新しい税を徴収できるほど経済に余裕がないというのが主流の見方であり、国債発行も財務委員会の助言通りだったため、予算案での施策に目新しいところはなかった。また1806年以来のナポレオン・ボナパルトによる大陸封鎖への対抗として、1807年に発された対仏貿易およびフランスの同盟国との貿易を禁じる枢密院勅令を起草したが、その内容の多くがジェームズ・スティーブンが1805年に出版したパンフレットと同じだった。パーシヴァルは財務畑では新人だったが、このように予算案については議会であまり批判されなかった。

#### 閑職改革
この時期、庶民院の財政委員会が提出した報告に基づき、政府が与える年金、閑職、庶民院の議席などのパトロネージ（利権）が多すぎるとして、閑職改革を求める声が野党から上がった。そのまま全廃すると政権が崩壊することは明らかだったが、パーシヴァル自身が閑職をそれほど擁護していなかったこともあり、野党から提出された改革案には直接反対しなかった。その代わり、庶民院議員が持つ閑職と年金をすべて公開する法案から「庶民院議員が持つ」の条件を外して報告書の完成を遅らせ（首相就任後の1810年夏に発表）、庶民院議席の購入を違法化する法案（1809年）も修正で弱体化した形で可決させた。
ヘンリー・バンクスが提出した、官職への復帰権（現職の死後、即座に官職に就任する権利）の廃止法案については進退両難の局面に陥った。1807年にはじめて提出されたときは兄のアーデン男爵（閑職で年収38,000ポンドを得ていた）の助力を借りて貴族院で否決させたが、1808年の再提出では可決させるつもりにもかかわらずアーデン男爵が協力を拒否、国王も中立にとどまったため再度否決された。これによりパーシヴァルは議会で野党から責められ、1809年にバンクスと協議して1年間の時限立法を可決させた。バンクスは恒久法の成立に努力したが、パーシヴァルとアーデン男爵に阻まれ、1812年に再度時限立法を可決させるにとどまった。

#### 陸軍売官問題

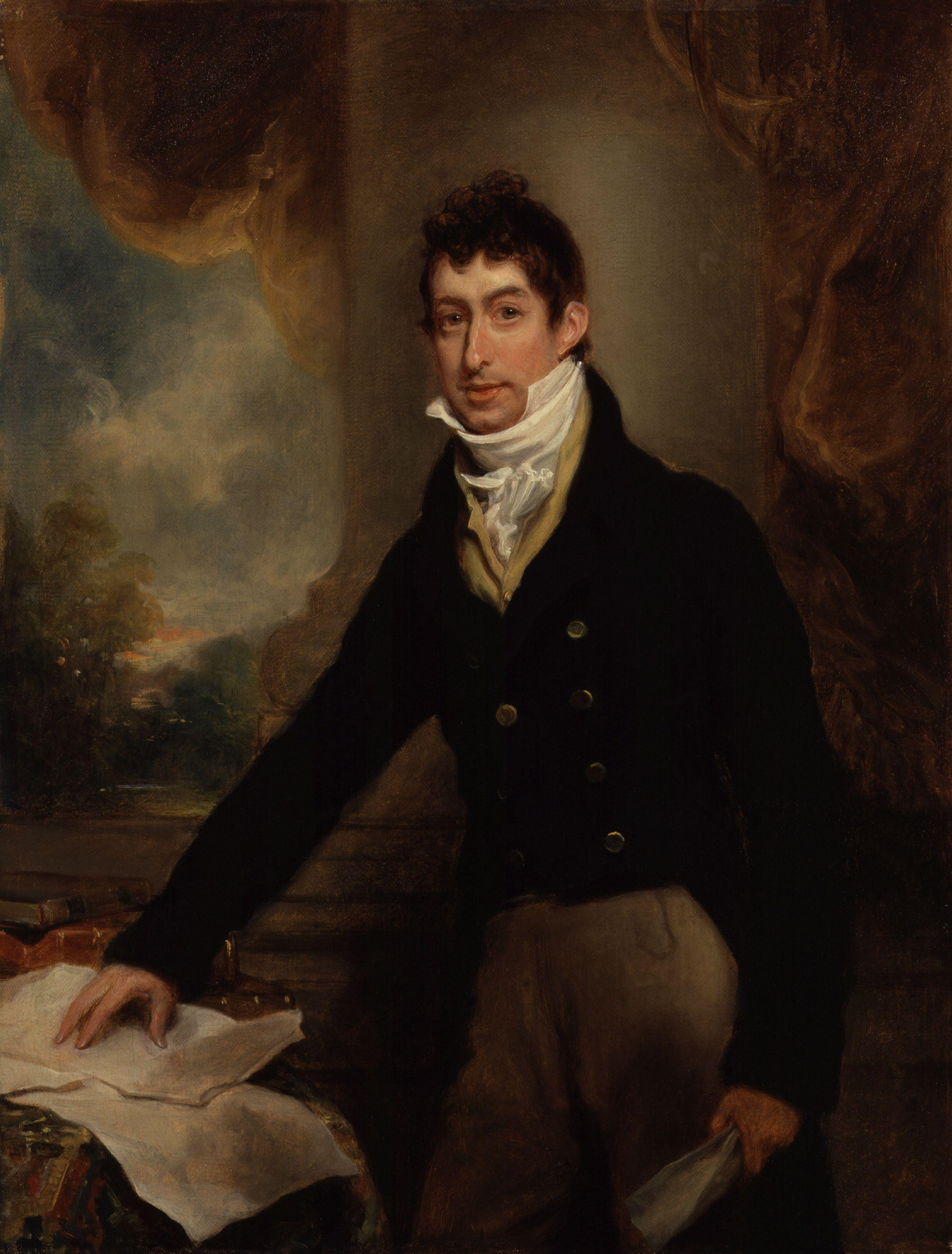
グウィリム・ロイド・ウォードル。アーサー・ウィリアム・デヴィス画、1809年。

半島戦争中の1808年にシントラ協定（フランス軍がポルトガルから撤退することを許可した、英仏間の協定）が締結されると、世論はフランス軍を逃がしたとして激怒した。カニングはイギリス軍の指揮官アーサー・ウェルズリーをスケープゴートにすべきと主張したが、パーシヴァルとカースルレーが反対、1809年1月から2月にかけて議会でウェルズリーを擁護した。
しかし陸軍をめぐる危機は去らず、1月末には急進派のグウィリム・ロイド・ウォードルがヨーク＝オールバニ公爵フレデリックの愛人メアリー・アン・クラークによる陸軍売官を告発し、ヨーク公も共犯であると主張した。2か月近くの審議の末、3月9日にウォードルがヨーク公を陸軍最高司令官から解任する動議を提出した。パーシヴァルはヨーク公自身が売官を行っていないとし、解任より売官問題自体を解決すべきと主張して、ウォードルの動議を15日に賛成123・反対364で否決させたが、ヨーク公の無罪放免は17日に賛成193・反対279で否決された。クラークが審議中に売官を認め、さらにヨーク公とクラークの間の手紙が公開されてヨーク公に対する世論が厳しくなったこともあり、パーシヴァルは国王に対しヨーク公が辞任しなければさらなる面倒ごとが起きると警告、ヨーク公は翌日に辞任した。
パーシヴァルはヨーク公の辞任が一時しのぎであると約束していた。1809年末にウォードルがクラークの家の備え付け費用の支払を約束して、クラークに証言させたことが露見、1810年夏にクラークが金のために証言したことを認めると、ウォードルは完全に信用を失い、1811年6月11日にヨーク公の復職が可決された。ウォードルは1812年に議会を去り、1815年ごろに借金取りから逃れるために外国へ逃亡、1833年にトスカーナ大公国のフィレンツェで死去した。

#### 第2次ポートランド公爵内閣崩壊

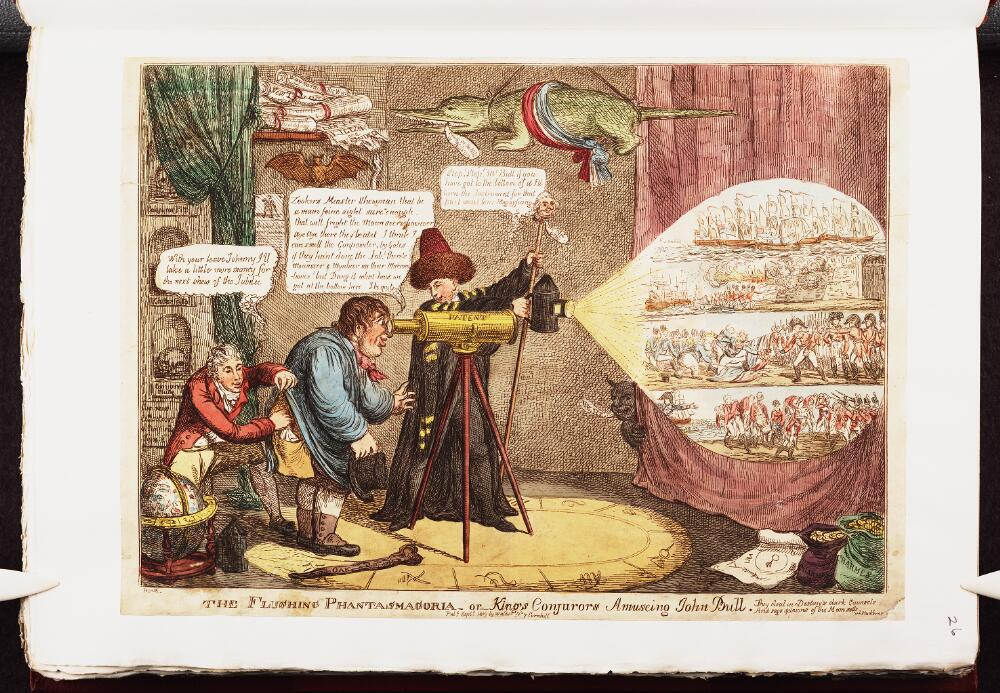
財務大臣パーシヴァルとワルヘレン遠征とを描いた風刺画。黒服の手品師（パーシヴァル）がジョン・ブルにワルヘレンでの英軍に有利なイメージを見せつけており、ジョン・ブルは大喜びしている。

ポートランド公爵内閣では外務大臣ジョージ・カニングと陸軍・植民地大臣カースルレー子爵が犬猿の仲であり、1809年にはカニングが半島戦争への支援として派遣しようとした援軍をカースルレー子爵がホラント王国のフリシンゲン（ワルヘレン島南岸）への遠征に転用してしまうという事件が起こった。カニングは激怒して、同年4月にポートランド公爵に対し、カースルレー子爵をほかの官職に転任させなければ自身が辞任すると訴えた。
パーシヴァルは最初は2人の仲について知らず、6月の閣議でカニングがポートランド公爵にカースルレー子爵を解任させようとしたことを知ったほどだったが、それ以降はカースルレーに肩入れして、カースルレーには自身の処遇について知る権利があると主張しつつ、カースルレーが計画したワルヘレン遠征（1809年7月 – 12月）が終わるまで解任を延期すべきと主張した。特にカースルレーに知らせないまま解任した場合は自身も辞任すると脅した。ただし、パーシヴァルはカースルレーには直接連絡せず、カニングとも友好な関係を保った。
8月末にポートランド公爵が卒中を起こして職務を執れなくなったとき、パーシヴァルはカニングに対し、自身が財務に関する責任をとれる限り、カニングやほかの閣僚が受け入れられる首相であれば自身も従うと述べ、第2代ハロービー男爵ダドリー・ライダーを首相に勧めた。しかしカニングは首相が庶民院議員であるべきと考え、この条件に合う人選はパーシヴァルとカニングしかいなかった。またカニングはパーシヴァルが首相の場合でも入閣しないと述べ、これを聞いたリヴァプール伯爵（1808年にホークスベリー男爵が爵位を継承）はカニングの首相の目が消えたと述べた。結果的にはより機転の利き、人気もあるパーシヴァルが選ばれ、カニングは9月12日に首相職を諦めた。
ポートランド公爵の後任をめぐる交渉の一方、カニングはカースルレー子爵がいつまでも解任されない状況にしびれを切らして9月7日に辞任、同月にカースルレー子爵が閣議の後カムデン伯爵と食事をしたとき、カースルレー子爵がカニングの閣議欠席について話すと、カムデン伯爵は事の始末を教えた。激怒したカースルレー子爵は9月19日にカニングに挑戦状を送り、2人は9月21日に決闘したのち辞任を余儀なくされ、ポートランド公爵も直後に首相を辞任した。

### 首相就任

#### 組閣
ロミリーによれば、パーシヴァルの組閣は困難だった。小ピット派はすでに分裂しており、トーリー党の重鎮はカニングから遠ざかろうとした。カースルレーはカニングと敵対した。シドマス子爵（アディントンが1805年に叙爵）の助けを求めてもかえって庶民院で票を失う。ポートランド公爵内閣の閣僚は野党のグレンヴィル男爵や第2代グレイ伯爵チャールズ・グレイに連立内閣を打診すべきとの助言を与え、国王ジョージ3世も不本意ながら許可を与えたが、グレンヴィルにもグレイにも拒否された。パーシヴァルは財務大臣の重圧をだれかに押し付けようとしたが、打診した候補6人（カニング、ニコラス・ヴァンシッタート、パーマストン子爵、ロバート・ペンバートン・ミルンズ、ローズ、チャールズ・ロング）全員に辞退され、結局1809年12月2日に内閣名簿を完成したときには兼任せざるを得なかった。ただし首相就任にあたり財務大臣としての賃金を放棄しており、のちに議会で野党からの批判をかわすためのカードとして使った。
内閣は発足時点で弱い部類とみなされた。議会では野党の勢力が根強く、ポートランド公爵が辞任する前もカースルレーとカニングの助力を借りてようやく抑え込めた程度だったが、新内閣の閣僚のうち庶民院議員はパーシヴァルと内務大臣のリチャード・ライダーの2名だけと議会基盤が弱かった。かろうじて国王がパーシヴァルを支持したことで一旦は発足できた。
内閣名簿は下記の通り。
- 首相（第一大蔵卿）、財務大臣、ランカスター公領大臣：スペンサー・パーシヴァル
- 王璽尚書：第10代ウェストモーランド伯爵
- 枢密院議長
  - 第2代カムデン伯爵（1809年10月 – 1812年3月）
  - シドマス子爵（1812年4月 – 5月）
- 大法官：初代エルドン男爵（英語版）
- 内務大臣：リチャード・ライダー
- 外務大臣
  - 第3代バサースト伯爵（1809年10月 – 11月）
  - ウェルズリー侯爵（1809年12月 – 1812年3月）
  - カースルレー子爵（1812年3月 – 5月）
- 陸軍・植民地大臣：第2代リヴァプール伯爵
- 海軍卿（英語版）
  - 第3代マルグレイヴ男爵（1809年10月 – 1810年5月）
  - チャールズ・フィリップ・ヨーク（英語版）（1810年5月 – 1812年3月）
  - 第2代メルヴィル子爵（英語版）（1812年3月 – 5月）
- インド庁長官
  - ロバート・ダンダス（1811年に第2代メルヴィル子爵。在任期間：1809年10月 – 1812年3月）
  - 第4代バッキンガムシャー伯爵（1812年3月 – 5月）
- 軍需局総監（英語版）
  - 第2代チャタム伯爵（英語版）（1809年10月 – 1810年3月）
  - 第3代マルグレイヴ男爵（1810年3月 – 1812年5月）
- 商務庁長官、王立造幣局長：第3代バサースト伯爵
- 無任所大臣
  - 第3代ポートランド公爵（1809年10月）
  - 初代ハロービー伯爵（第2代ハロービー男爵が1809年に叙爵。在任期間：1809年11月 – 1812年3月）
  - 第2代カムデン伯爵（1812年3月 – 5月）

#### ナポレオン戦争の戦況
ナポレオン戦争は順調とは言えず、ワルヘレン遠征が失敗に終わり、半島戦争ではアーサー・ウェルズリーがタラベラ・デ・ラ・レイナの戦いで勝利したもののすぐに撤退に追い込まれた。パーシヴァルは1810年1月にワルヘレン遠征を擁護するはめになったが、ワルヘレン遠征を率いた軍需局総監の第2代チャタム伯爵ジョン・ピットが報告を内閣に届けず、国王に直接届けたことを追及され、パーシヴァルがチャタムを辞任させる形で面子を保ち、『英国議会史』はチャタムの辞任で内閣が「息を吹き返した」と評した。その後、予算案を通すことに成功したが、ヘンリー・バンクスの閑職改革法案をめぐる採決で敗北した。
このようにして、パーシヴァル内閣は1810年6月21日の議会休会まで持ちこたえたが、状況は予断を許さなかった。この会期ではシドマス派とカニング派の支持が不可欠だったが、バサースト伯爵は開会早々内閣支持を取りやめ、カニングも組閣時のいざこざで内閣を支持せず、会期の終わりには野党に転じた。パーシヴァルはシドマスとカースルレーに入閣を打診して断られ、カニングに至っては9月にそのようなことを彼に求めないようにとくぎを刺した。このほかにもカニングとカースルレー、カニングとウィリアム・ハスキソンの同時入閣案もあったが、前者はカースルレーに拒否され、後者はパーシヴァルがハスキソンの財政政策を支持しなかったことで実現しなかった。このほか、議会のスコットランド派閥を持つ初代メルヴィル子爵ヘンリー・ダンダスとの交渉も不調に終わった。

#### 摂政法問題

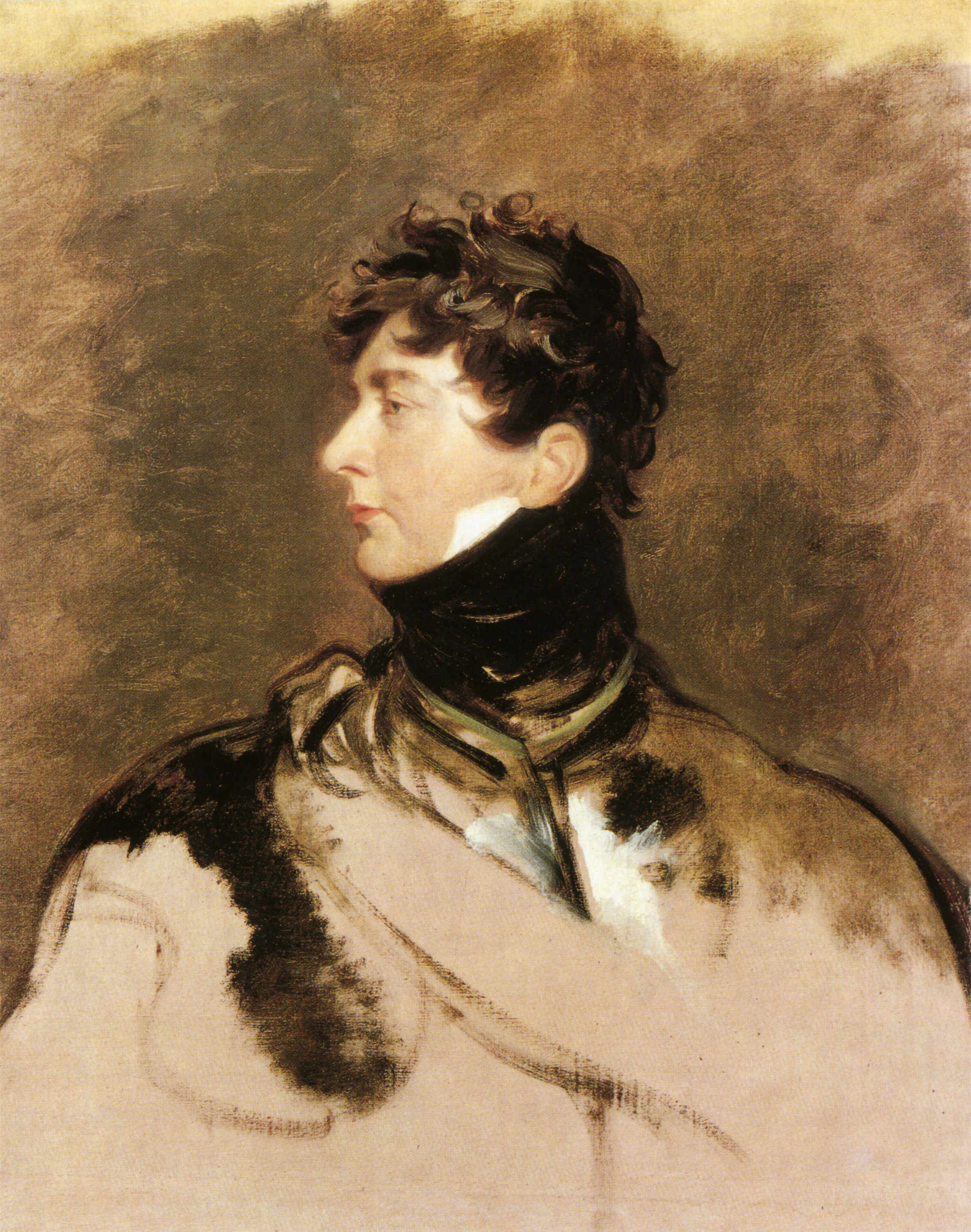
摂政王太子ジョージ。トーマス・ローレンス画、1814年ごろ。

1810年10月、国王ジョージ3世の精神障害が再発した。パーシヴァルは相次ぐ休会動議で国王の回復を待とうとしたが、議会がしびれを切らしてきて、何かしらの手を打つ必要があった。パーシヴァルが摂政王太子を務めてきたプリンス・オブ・ウェールズ、ジョージ（のちのジョージ4世）と対立したこともあり、12月20日に決議案を提出した。この決議案は1788年の摂政法危機で小ピットが提出して可決させたものと同じであり、摂政王太子の権限を制限するものであったため、ホイッグ党は前回と同じく反発し、王太子が摂政を務める権利は剥奪できないものであると主張した。王太子らジョージ3世の息子たちはこぞって抗議文を出したが、パーシヴァルは動じず、31日に摂政法案を提出した。『英国人名事典』の評するところでは、パーシヴァルは弁論ではカニング、カースルレー、ウィルバーフォースなどの論敵よりすぐれていたが、議会での劣勢は覆られず、法案は野党の修正動議を含めた形で可決された。一方、『オックスフォード英国人名事典』では野党の戦略ミスと断じ、否決にできたところを紙一重で可決されてしまったと評している。
王太子ジョージは摂政に就任するとパーシヴァル内閣を罷免するつもりであり、新内閣の閣僚リストを準備したほどであった。この新内閣で重要なポストに就く予定のグレイ伯爵は就任の条件として、王太子が政治問題について内閣にいない側近（リチャード・ブリンズリー・シェリダン、第2代モイラ伯爵フランシス・ロードン＝ヘイスティングズなど）に諮問しないよう約束させようとしたが、交渉は失敗に終わった。さらにジョージ3世に回復の可能性があり、回復すると新内閣を罷免するだろうというのが大方の予想だったため、政権交代についても王太子が思いとどまる形で実現せず、1811年2月4日に王太子がパーシヴァルに述べた「政権交代のような心をかき乱す出来事で国王の回復を妨げたくない」が表向きの理由となった。王太子が表立った対立を回避したことで、議会での王太子派が与党に回ることとなり、パーシヴァル政権は大きく安定した。

#### 宗教問題
パーシヴァルはカトリック解放に反対しており、首相就任以前にも1805年5月、1807年3月など複数回反対演説をした。『オックスフォード英国人名事典』によれば、思想面では千年王国説を信じていたことと頑迷な偏見を持っていたこと、政治現実の面ではカトリック解放を実施すると国教会が弱体化するが、カトリックが多数派のアイルランドを満足させるには至らず実利が少ない、といった理由が挙げられる。また実際に議会でカトリック問題が議論されたとき、王太子がカトリック解放に反対したことがパーシヴァルに有利に働いた。
1808年にカトリック解放に恒久的に反対するものではないと述べたが、『英国議会史』ではカトリック問題の解決策にアイルランド警察の改革とアイルランド国教会の教会を増やすことを挙げるあたり、ただの頑迷であるとこき下ろした。
パーシヴァルは一般的な福音派と違いイングランド国教会を支持したため、その改革を推進し、聖職者の俸給を上げ、不在聖職者を減らす施策を行い、工業都市での教会建設を推進した。

#### 閣内の動揺
野党の脅威は去ったが、今度は閣内の対立が表面化した。外務大臣の初代ウェルズリー侯爵リチャード・ウェルズリーとパーシヴァルが対立したのであった。すなわち、ウェルズリーにとってパーシヴァルは半島戦争中のイギリス軍を餓死させようとしており、パーシヴァルにとってのウェルズリーは偏見に満ち、金づかいが荒かった。1811年秋にはウェルズリーと摂政王太子の間で政策の方針転換と政権交代に関する意見交換があり、1812年初に摂政法における摂政への制限が期間満了するとともに摂政王太子がパーシヴァルを更迭してウェルズリーを首相につけ、ウェルズリーは見返りとして王室費を増やすという計画が議論された。パーシヴァルには王室費を増やすつもりがなく、閣議で王室費増額に関する決定が下されるときはウェルズリーが辞任を決めた。その少し前に海軍卿のチャールズ・フィリップ・ヨークもほかの理由で辞任していたが、パーシヴァルはウェルズリーの後任にカースルレーを、ヨークの後任に第2代メルヴィル子爵ロバート・ダンダスを任命して、内閣改造という形で事態をおさめた。ウェルズリーは自身の辞任でパーシヴァルに圧力をかけるつもりだったが、あっさりと辞任を受諾されて当てが外れた。しかしこの内閣改造によって政権は少なからず動揺し、閑職改革をめぐる採決で与党が敗北することとなった。

#### マクマホン秘書官論争、枢密院勅令問題
1811年8月、パーシヴァルは摂政王太子からの圧力を受けて、王太子の私設秘書ジョン・マクマホンを実入りのいい閑職である士官寡婦年金主計官に任命したが、マクマホンと王太子の関係は1812年1月から2月にかけて庶民院で批判的に取り上げられた。庶民院ではこの任命をめぐり決議案が3度提出されており、1度目は大差で否決されたが採決ごとに票差が縮まり、3度目は115票対112票で与党が敗北した。決議案の可決を受けたマクマホンは辞任した。
しかし摂政王太子はあきらめず、3月にマクマホンを国王秘書官に登用すると同時に国王手許金会計長官に据えた。
イギリスでは、国王の政治的な補佐は国務大臣が担当し、国王と大臣とのやり取りはもっぱら内務大臣が行うことが当時の慣例であったため、マクマホン任命は議会で「若くて壮健な摂政に秘書など不要、国務大臣が秘書官を務めてきた」とする反発を招いた。そのためパーシヴァルはカースルレーとともに「摂政王太子は就任から日が浅く、戦争時の国王の激務に一人で対応するのは難しい」と苦しい答弁を行うほかなかった。チャールズ・ウィン議員が提出した秘書官設置に反対する動議は176票対100票で否決されたものの、摂政王太子はマクマホンの給与を国庫ではなく自身の手許金から出すことを約束する羽目となり、この妥協により秘書官論争は終息していった。
1807年の対仏貿易およびフランスの同盟国との貿易を禁じる枢密院勅令についても譲歩を余儀なくされた。この勅令の効果については、フランスが影響を受けず、イギリスの外国貿易だけが損害を被っているとする声が途絶えなかった。パーシヴァルは諸手を挙げて枢密院勅令を支持したわけではなかったが、ナポレオン戦争により必要な施策として擁護、1812年3月にヘンリー・ブルームが提出した調査決議案を否決させたが、全国の工業地帯からの請願は数多く、4月には譲歩して委員会設立に同意せざるを得なかった。
これらの政策以外では内閣への支持が回復傾向にあり、1812年4月にシドマス子爵を枢密院議長として入閣させ、シドマス派を与党に回らせたことで盤石な内閣とみられた。

### 暗殺

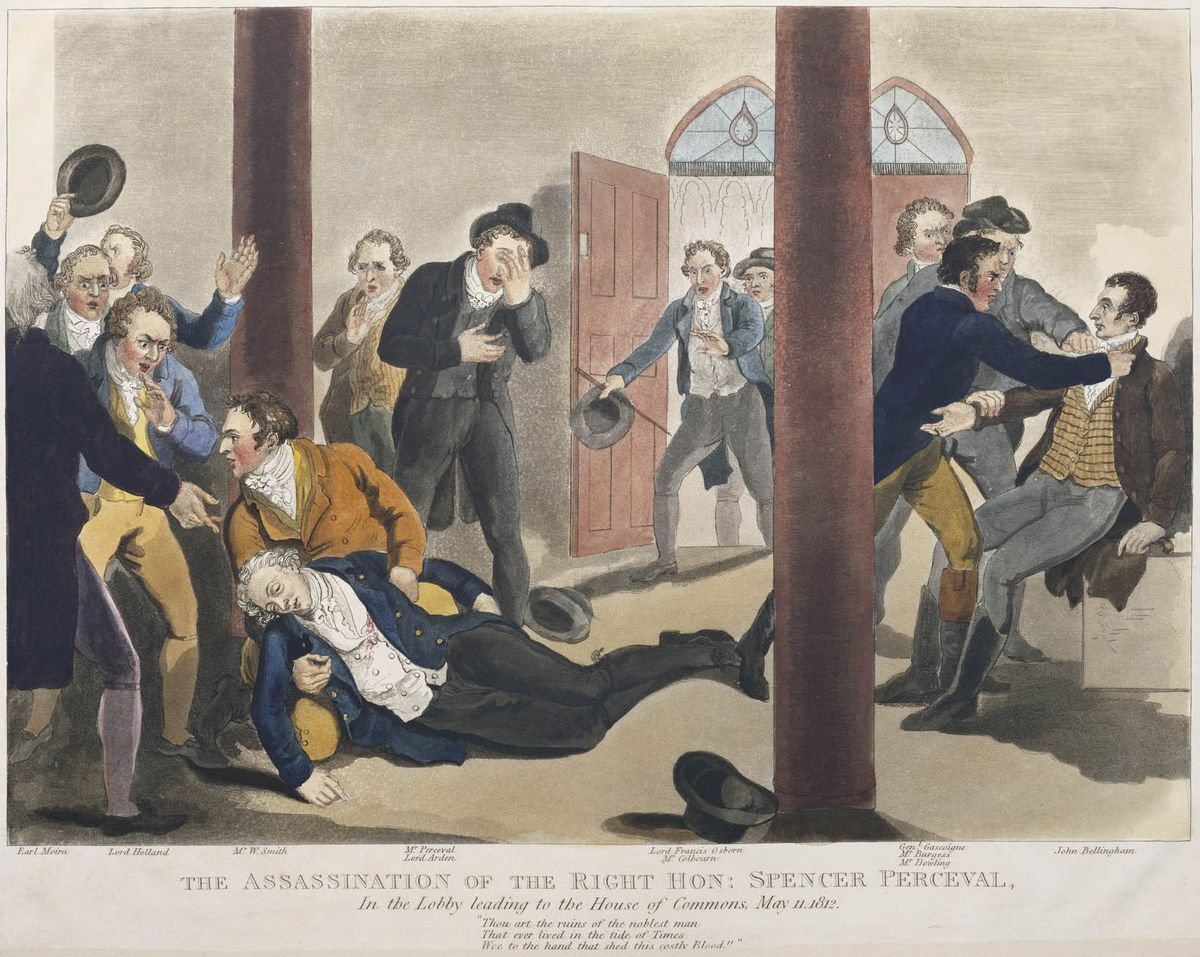
パーシヴァル暗殺を描いた絵
右端で取り押さえられているのが暗殺を実行したジョン・ベリンガム

1812年5月11日の16時半、庶民院の枢密院勅令委員会が証人喚問を開始した。このとき、出席していた議員はわずか60名であり、パーシヴァルが出席していなかったためブルームが抗議し、人に行かせてパーシヴァルを呼んだ。パーシヴァルは呼びに応じて官邸のダウニング街10番地から歩き、17時15分ごろに庶民院のロビーに入った。そこへジョン・ベリンガムがやってきて、パーシヴァルは至近距離から銃弾を浴びた。パーシヴァルは前方によろめいたのち倒れ、「私は殺された」（I am murdered!）と叫んだ。現場にいたフランシス・フィリップス（Francis Philips）と庶民院議員ウィリアム・スミスはパーシヴァルをなんとか議長席に座らせたが、パーシヴァルは医者が到着する前に死亡した。
ベリンガムは精神障害者であり、昔ロシアで逮捕されてロシア法で裁かれるところ、在サンクトペテルブルクイギリス大使に介入を求めたが拒否された、という経歴の持つ人物だった。帰国後、パーシヴァルに対し補償を申請したが、これも拒否されたことでパーシヴァルに対し恨みを持っていた。そして、数週間にわたって庶民院を観察したのち、暗殺を実行に移した。ベリンガムは5月15日にオールド・ベイリーで裁判にかけられ、精神障害の申し立てを却下された結果5月18日に絞首刑で処刑された。全国に広まったラッダイト運動もあり、暗殺事件の直後は上流社会ではイギリス革命が勃発かと恐れられ、ベリンガムの身柄をウェストミンスターからニューゲート監獄に移送するときも陸軍の部隊が駆り出されたほどだったが、ベリンガムの逮捕から裁判・処刑までわずか1週間だったこともあり、ベリンガムの名前はたちまち忘れ去られた。
後任の首相は内閣からリヴァプール伯爵が推薦された。直後に庶民院の採決で敗北して総辞職したが、ほかに組閣できた人物はおらず、6月8日にリヴァプール伯爵内閣の留任が決定された。ノーサンプトンでの議席はコンプトン家に戻され、パーシヴァルの初当選時には子供だったコンプトン卿スペンサー・コンプトンが5月26日の補欠選挙で当選した。

### 死後の記念

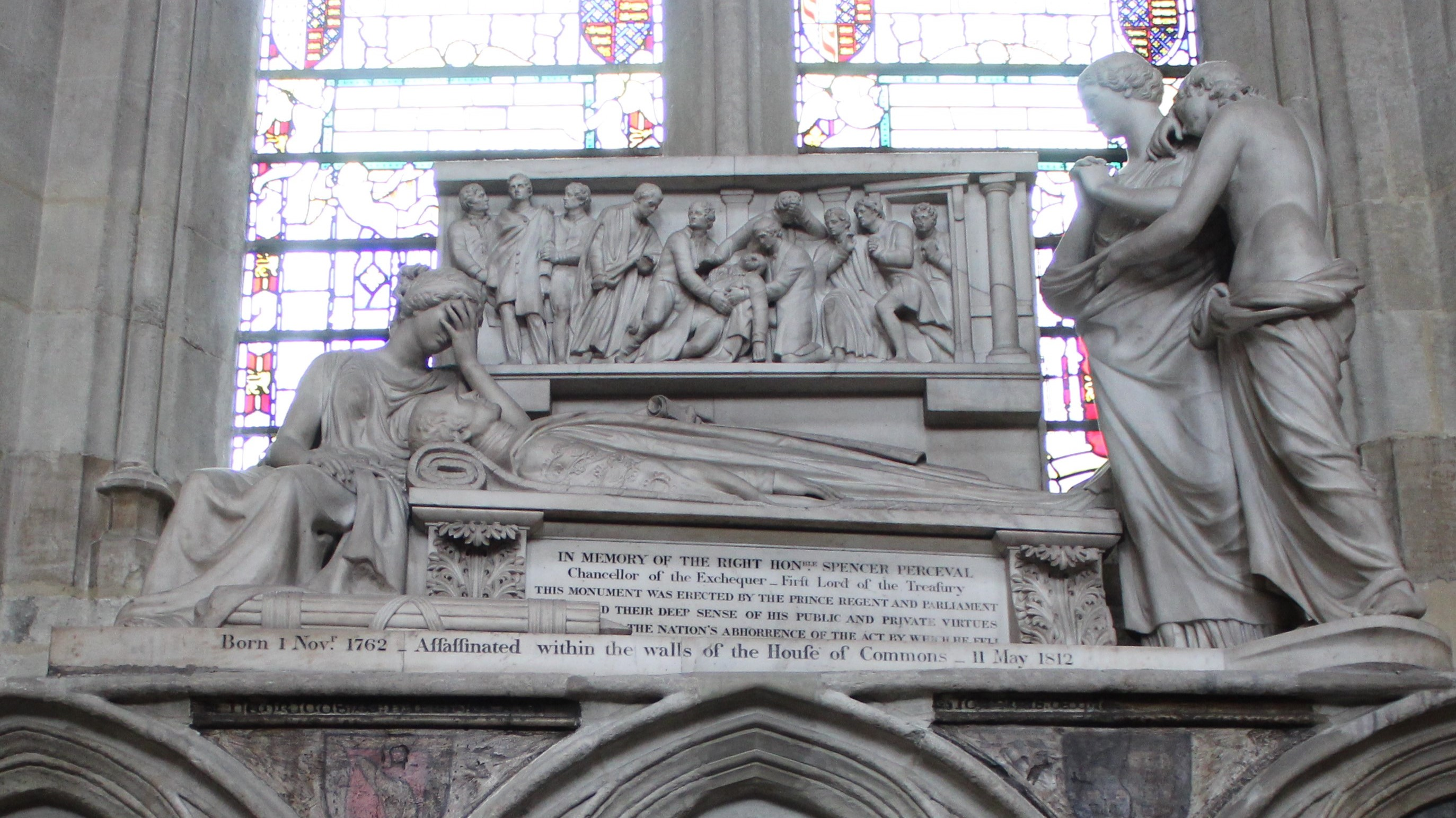
ウェストミンスター寺院にあるパーシヴァルの記念碑、2022年撮影。

5月16日、パーシヴァルの遺体はチャールトンの聖ルカ教会にある家族納骨所に埋葬された。聖ルカ教会にはパーシヴァルの胸像が現存する。
死去時点でドラマンズ銀行の口座には106ポンド5シリング1ペニーしかなく、妻ジェーンに与えられた。この状況を知った庶民院はパーシヴァルの家族に5万ポンドを与え、さらにパーシヴァルの妻に2,000ポンドの年金を与えた。この年金は2人の長男が相続でき、相続した場合は3,000ポンドに増額されるとした。年金は世代にわたって相続され、20世紀にはパーシヴァルの孫娘の息子にあたるサー・エドワード・マーシュが受給したことが知られている。庶民院は年金のほか、ウェストミンスター寺院で記念碑を立てることも可決した。この記念碑は1814年に発注され、リチャード・ウェストマコットの手で完成して1822年12月21日に除幕式が行われた。
ロンドンのノーサンプトン・スクエアにはパーシヴァルに由来するパーシヴァル・ストリートが現存する。
娘婿スペンサー・ホレーショ・ウォルポールの息子で歴史学者のスペンサー・ウォルポールは1874年にスペンサー・パーシヴァルの伝記を出版した。
2014年にはマイケル・エリスの提唱でウェストミンスター宮殿のセント・スティーブンス・ホールにてパーシヴァルの記念碑が建てられた。

## 人物・評価
背が低くやせており、肌は色白だった。初代エルドン男爵ジョン・スコット（のち初代エルドン伯爵）からは「リトルP」（Little P）のあだ名で呼ばれた。パーシヴァルは黒い服を着ることで色白い肌との対比を強調し、熱心な雰囲気がにじみ出るようにした。青年期に福音派に触れたことで敬虔なキリスト教徒になり、家族を大事に扱い、礼拝に欠かさずに行き、安息日を厳守し、ギャンブル、大酒飲み、狩猟、不倫を批判、奴隷制度の廃止を支持した。『英国議会史』に至っては名声に「汚点がない」と評した。『オックスフォード英国人名事典』によれば、パーシヴァルの死去時点で形成されていた、パーシヴァルの性格のイメージは後年の歴史研究でもほとんど変わらなかった。生前に肖像画が描かれたことがなく、現存する同時代の肖像画は死後にデスマスクから描かれたものである。
同時代の人物からは概ね賞賛されており、リヴァプール伯爵がウェリントンへの手紙で評したところでは「どのような大臣よりも庶民院で権威を確立しており、唯一の例外が小ピット」だという。第4代ダドリー＝ウォード子爵ジョン・ウォード（のち初代ダドリー伯爵）はヘレン・ダーシー・ステュアートへの手紙でパーシヴァルを「フォックス氏の死後、議会で最も有力な人物」と評し、演説家としては小ピットの雄弁には及ばなかったものの、演説時の機敏さにかけては小ピットに負けなかったとしている。『オックスフォード英国人名事典』はこの評価も後年の研究で覆らなかったとしている。
19世紀末の『英国人名事典』が評するところでは、パーシヴァルが弁論と行政の手腕を有し、首相として頼れる味方がほとんどいなかったものの、ほぼ一人の力で政敵を制し、ナポレオン戦争を遂行した。戦争対策に関してはウィリアム・フランシス・パトリック・ネイピアがパーシヴァルを厳しく批判しており、彼によればウェリントンが補給の不足について不平を言ったことがあったという。しかし、ウェリントンは1835年にパーシヴァルの息子に対し、そのような不平を言ったことはなく、内閣からの支援を受けたと述べ、チャールズ・グレヴィルに対してはネイピアがパーシヴァルに不公平な批判をしたと述べ、自身が半島戦争を戦っていたときは確かに資金が不足していたが、それは本国政府のせいではないとも述べた。『英国人名事典』はこれらの言葉を挙げてパーシヴァルの戦争対策を擁護したが、カトリック解放への反対については「賢明でない」とし、財政政策も「よくて当座しのぎ」と評した。性格については頑固と評し、「パーシヴァルの言葉は閣僚にとっての法律になり、より専門的な経験を有し、賢明な判断をしたリヴァプール伯爵の意見は却下された」とした。総評としては粘り強さをもって頻繁な政権交代を避け、頑固さをもって戦争を戦い抜いたが、ナポレオン戦争という画期においてイギリス首相に必要な知識も非凡な才能も有しているとはいいがたかった。カトリック問題をめぐる政敵のヘンリー・グラタンも同様な評価を下しており、軍艦にたとえて「彼は戦列艦ではないが、大砲を多く有し、堅固でどのような天気でも航海できる」と評した。
デニス・グレイのスペンサー・パーシヴァル伝（1963年）ではパーシヴァル暗殺の数日前にナポレオン・ボナパルトが1812年ロシア戦役を開始してパリを発っており、パーシヴァルが暗殺されていなければ「ワーテルローの戦いのときでも権力を握っていたんだろう」と評している。さらに「小ピットの死去時点ではまだ嵐が吹き荒れており、パーシヴァルこそが国という船を港の入り口へと運ばせた」と高評価を下した。
『英国議会史』（1986年）ではハロービー以外の同僚を全面的に信用することがなく、自身の派閥も育てずに自分の演説だけで議会を説得したと評した。また、1809年の首相就任に前向きではなかったと一般的にはみられるが、実際には自ら辞任して他人に譲るつもりはなかったとも評している。
『オックスフォード英国人名事典』（2004年）はパーシヴァルの視野の狭さを批判しており、ロンドン以外の世界を自分の目で見ることがほとんどなく、1790年代に一度だけチェシャーのナッツフォード（ロンドンから北西約250キロメートル）に行った程度でそれより遠い場所には行ったことがないとされる。同著はこの見識の少なさにより、パーシヴァルが小ピットの政策に代わる新しいものを出せなかったと推測した。また戦争遂行優先の財政政策が半島戦争、ひいてナポレオン戦争全体における対仏大同盟軍の勝利につながったと評価している。
21世紀初の歴史学者アーサー・バーンズは国教忌避者が政権の非国教徒に対する反動政策を恐れたが、フランス革命で大きな変革が警戒されたこと、パーシヴァルの政治的野心のなさ、在任中に暗殺されたこと、という3つの理由で非国教徒への反動政策が実施されなかったとしている。

## 家族と私生活

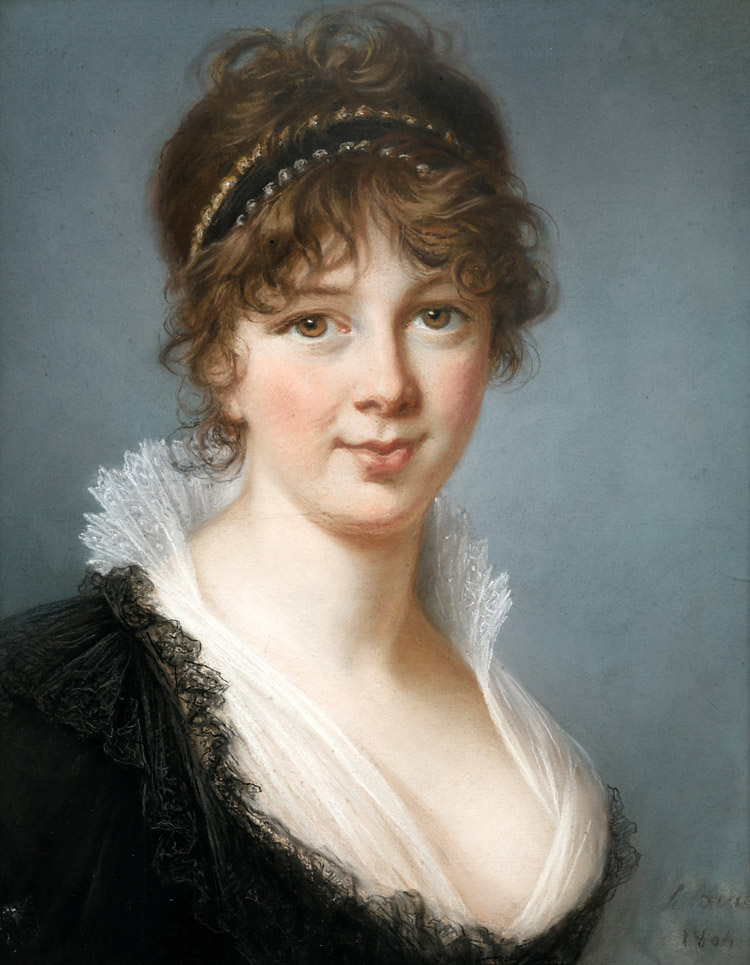
ジェーン・ウィルソンの肖像画。エリザベート＝ルイーズ・ヴィジェ＝ルブラン画、1804年。

1790年8月10日、ジェーン・ウィルソン（Jane Wilson、1844年1月26日没、第6代準男爵サー・トマス・スペンサー・ウィルソンの娘）と結婚、6男6女をもうけた。義父はパーシヴァルの貧しさから2人の結婚に反対したが、ジェーンがパーシヴァルと同じく敬虔だったこともあり2人の仲は良好で、一家は毎日の祈りを一緒にしたという。
- ジェーン（1791年10月19日 – 1824年1月13日） - 1821年3月20日、エドワード・パーシヴァル閣下（Hon. Edward Perceval、1795年7月30日 – 1840年3月10日、第2代アーデン男爵チャールズ・パーシヴァル（英語版）の息子）と結婚[44]
- フランシス（1792年11月27日 – 1877年4月29日[44]）
- マリア（1794年2月26日 – 1877年1月19日[44]）
- スペンサー（英語版）（1795年9月11日 – 1859年9月16日） - 庶民院議員。1821年7月3日、アンナ・イライザ・マクロード（Anna Eliza Macleod、1889年10月2日没、ノーマン・マクロードの娘）と結婚、子供あり[6]。父の死後、リンカーン法曹院の評議員により学費を免除された[45]
- フレデリック・ジェームズ（1797年10月6日 – 1861年7月22日） - 1827年7月25日、メアリー・バーカー（Mary Barker、1843年4月24日没、ウィリアム・バーカーの娘）と結婚、子供あり。1844年4月6日、エマ・ギルバート（Emma Gilbert、1870年12月23日没、ラルフ・ギルバートの娘）と再婚、子供あり[6]。法律上の第10代エグモント伯爵フレデリック・ジョージ・ムーア・パーシヴァルの祖父[46]
- ヘンリー（1799年8月2日 – 1885年4月） - 聖職者。1826年3月27日、キャサリン・イザベラ・ドラモンド（Catherine Isabella Drummond、1870年2月12日没、アンドルー・バークリー・ドラモンドの娘）と結婚、子供あり[6]
- ダドリー・モンタギュー（1800年10月22日 – 1856年9月2日） - 1827年7月24日、メアリー・ジェーン・バーク（Mary Jane Bourke、1888年5月21日没、サー・リチャード・バーク（英語版）の娘）と結婚、子供あり[6]。父の死後、リンカーン法曹院の評議員により学費を免除された[45]
- イザベラ（1801年12月10日 – 1886年7月16日） - 1835年10月6日、スペンサー・ホレーショ・ウォルポール（1898年5月22日没）と結婚、子供あり[47]
- ジョン・トマス（英語版）（1803年2月14日 – 1876年2月28日） - 陸軍軍人。1834年3月31日、アンナ・ガードナー（Anna Gardner、1883年1月23日没、トマス・ガードナーの娘）と結婚、子供あり[6]。2つの精神病院に入ったことがあり、病院で受けた残酷な扱いを著作『語り』で告発した[48]
- ルイーザ（1804年3月11日 – 1891年9月13日[47]）
- フレデリカ（1805年8月27日 – 1900年5月12日[47]）
- アーネスト・オーガスタス（1807年5月17日 – 1896年1月19日） - 陸軍軍人。1830年5月13日、ベアトリス・トレヴェリアン（Beatrice Trevelyan、1898年3月19日没、第5代準男爵サー・ジョン・トレヴェリアンの娘）と結婚、子供あり[6]

1790年に結婚したときはロンドンのベッドフォード・ロー（Bedford Row）でカーペット屋の上の階に部屋を借りていたが、1793年ごろに義父が妻に与えた金を使ってリンカーンズ・イン・フィールズで住居を購入したが、1796年までに子女を5人もうけて家計に重くのしかかった。ベルサイズ・パークやクラパムに住むこともあったが、1807年末までにダウニング街10番地に住むようになり、1812年に庶民院で暗殺されたときも官邸から歩いて庶民院についたところだった。このほか、1808年にイーリングのエルム・グローヴ（Elm Grove）を7,500ポンドで購入して、郊外での住居とした。
1781年に妹がドラマンズ銀行の銀行家アンドルー・バークリー・ドラモンド（1833年没）と結婚したこともあり、夏にはドラモンドが所有するハンプシャーのキャドランズで過ごすことが多く、パーシヴァル自身も1786年10月にドラマンズ銀行で口座を開設した。口座開設時点では年収が200ポンドだったため、年150ポンドのクレジットしか与えられなかった。以降も家計の問題がついてまわり、官職就任の決定にも影響を与えた。